# Choilley-Dardenay
Choilley-Dardenay település Franciaországban, Haute-Marne megyében. Lakosainak száma 158 fő (2022. január 1.). Choilley-Dardenay Isômes, Champlitte, Coublanc, Cusey, Dommarien és Le Montsaugeonnais községekkel határos.

## Népesség
A település népességének változása:
| Lakosok száma | 98   | 147  | 132  | 158  | 169  | 164  | 162  | 159  | 157  | 158  |
|               | 1968 | 1982 | 1990 | 2006 | 2013 | 2015 | 2017 | 2019 | 2020 | 2022 |